# Incendie du Théâtre Iroquois
L'incendie du théâtre Iroquois est un incendie catastrophique qui a éclaté le 30 décembre 1903 à Chicago, dans l'Illinois aux États-Unis, lors d'une représentation devant 1 700 personnes. L'incendie a fait 602 morts et 250 blessés. Il s'agit du pire incendie de théâtre aux États-Unis, dépassant l'incendie du Brooklyn Theatre de 1876, qui a coûté la vie à au moins 278 personnes.
Pendant près d’un siècle, l’incendie du théâtre Iroquois a été la catastrophe la plus meurtrière de l’histoire américaine touchant un bâtiment. Seule la destruction du World Trade Center, le 11 septembre 2001, a fait davantage de morts dans une catastrophe touchant un bâtiment américain.
Bien qu'il ait été présenté comme « absolument à l'épreuve du feu », le Théâtre Iroquois, qui a ouvert ses portes un mois avant l'incendie, présentait de nombreuses lacunes en matière de protection contre l'incendie, lacunes en lien avec le nombre élevé de morts. Certains de ces manques étaient connus des responsables municipaux chargés de la sécurité publique. Le scandale qui en a résulté a entraîné des changements dans les règles de sécurité des bâtiments et dans leur application aux États-Unis et dans le monde entier.
L'incendie s'est déclaré vers 15 h 15 alors que l'Iroquois présentaient en matinée la comédie musicale Mr. Blue Beard mettant en vedette Eddie Foy. Une lampe à arc cassée a enflammé des rideaux de mousseline que les régisseurs n'ont pas pu éteindre ; une tentative d'abaisser le rideau de sécurité pour contenir l'incendie a échoué. Malgré les tentatives de Foy pour calmer la foule, le public s'est précipité vers les issues de secours qui étaient verrouillées ou cachées. Le plus grand nombre de morts a été enregistré au pied des escaliers où des centaines de personnes ont été piétinées, écrasées ou asphyxiées ; certaines personnes ont sauté vers la mort depuis les escaliers de secours. L'Iroquois n'avait ni avertisseur d'incendie, ni téléphone, ce qui perturba les premiers secours. On estime que 575 personnes ont été tuées le jour de l'incendie et que des dizaines d'autres sont mortes par la suite ; la grande majorité des morts étaient des membres du public.
Deux éléments, le rideau de sécurité et les clapets coupe-feu, n'étaient pas présents ou ne fonctionnaient pas au moment de l'incendie. Il n'y avait pas de panneaux de sortie, d'éclairage de secours ou de préparation aux incendies ; les portes s'ouvraient vers l'intérieur ou étaient verrouillées ; les itinéraires de sortie étaient peu clairs ; des issues de secours étaient verrouillées ; et des portes ornementales ont de plus gêné le public dans sa fuite.
L'hôpital Iroquois Memorial a été construit en mémoire de l'incendie et la ville de Chicago a organisé un service commémoratif annuel. L'incendie des Iroquois a entraîné la généralisation de la barre anti-panique, des rideaux coupe-feu en amiante et des portes s'ouvrant vers l'extérieur.
Le théâtre a été reconstruit et exploité jusqu'en 1925, date à laquelle il a été remplacé par le Théâtre Oriental.

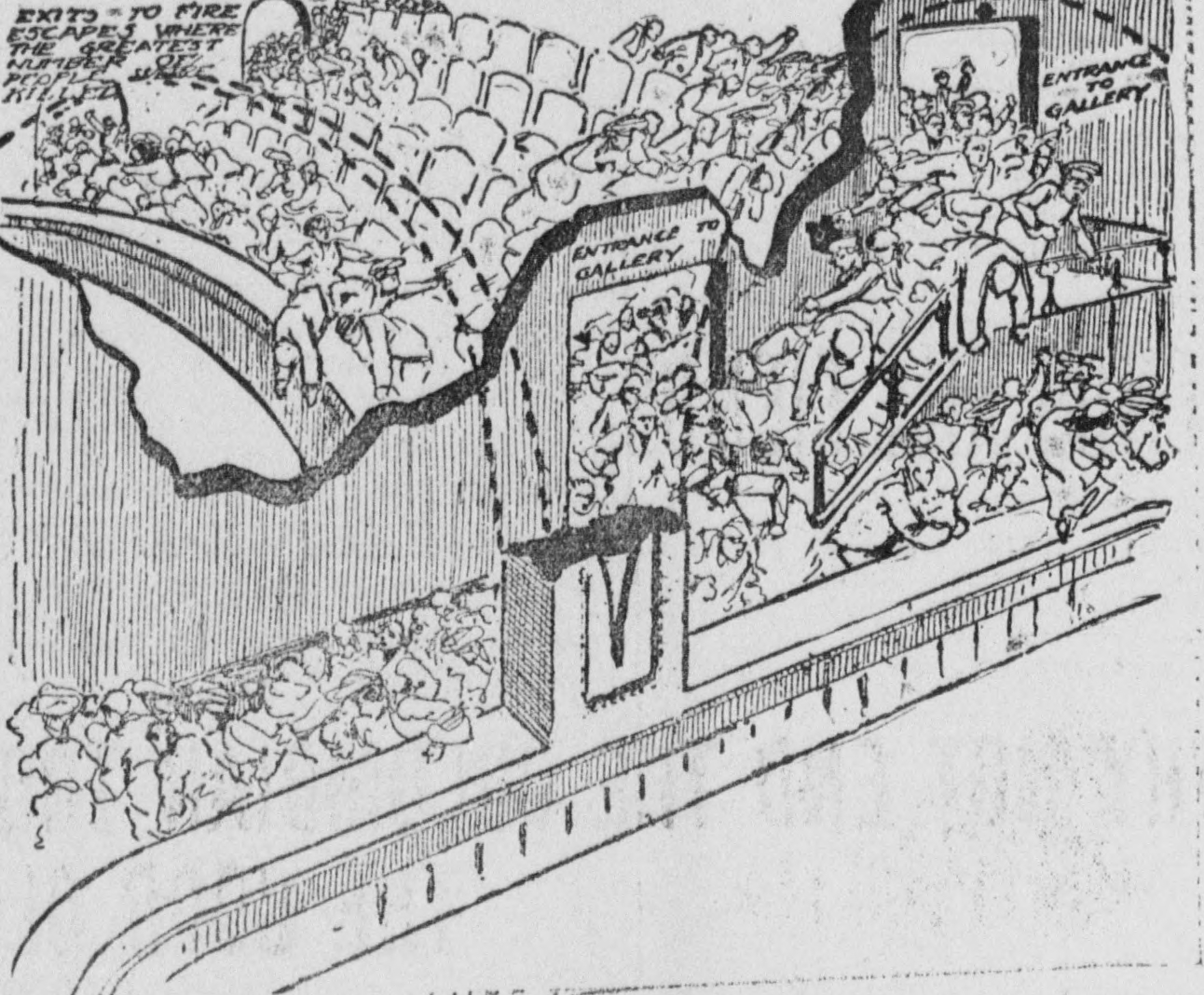
Des spectateurs paniqués essayant de fuir (vision d'artiste).
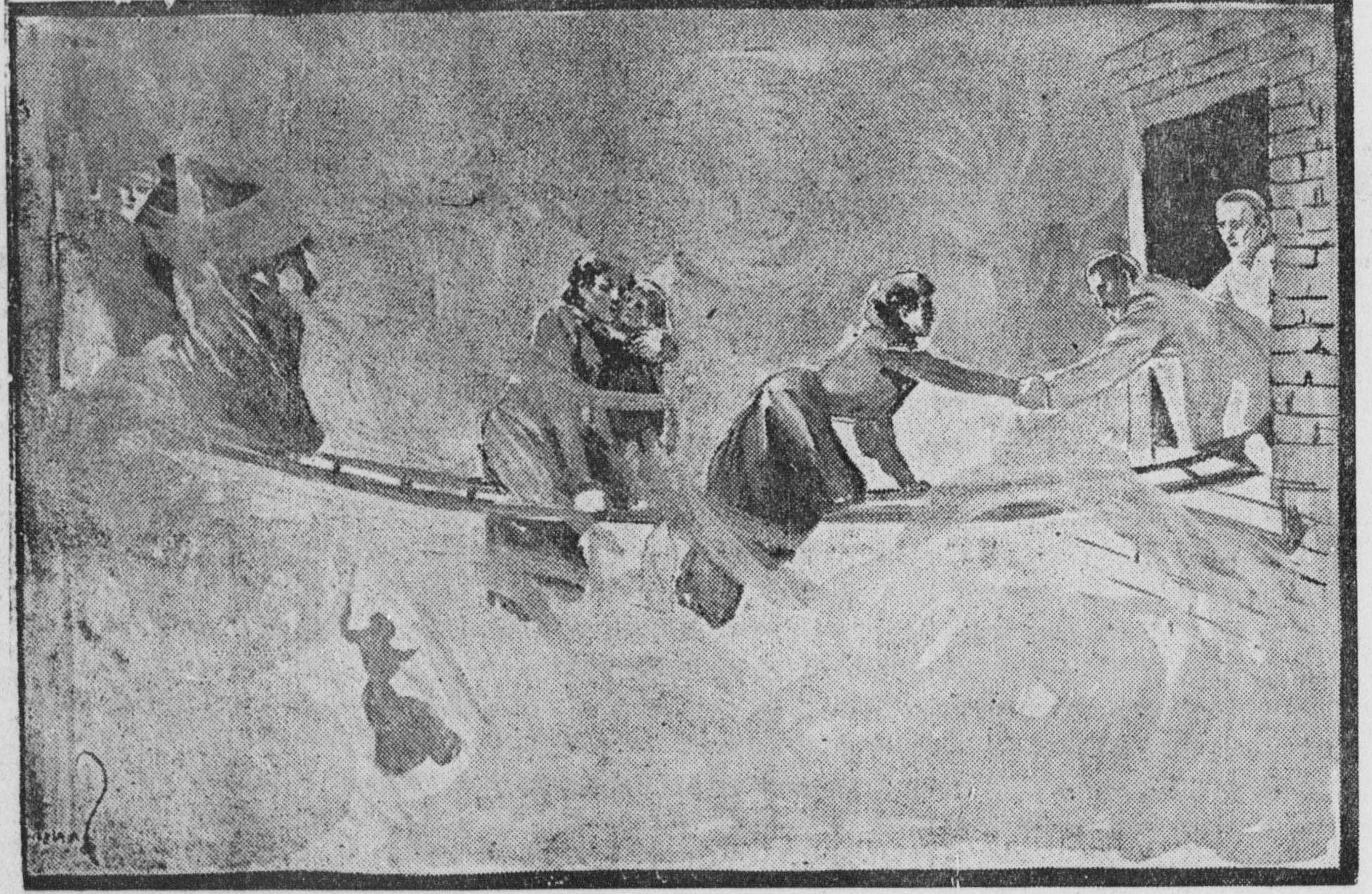
Des spectateurs grimpant sur des échelles au-dessus de l'allée (vision d'artiste).
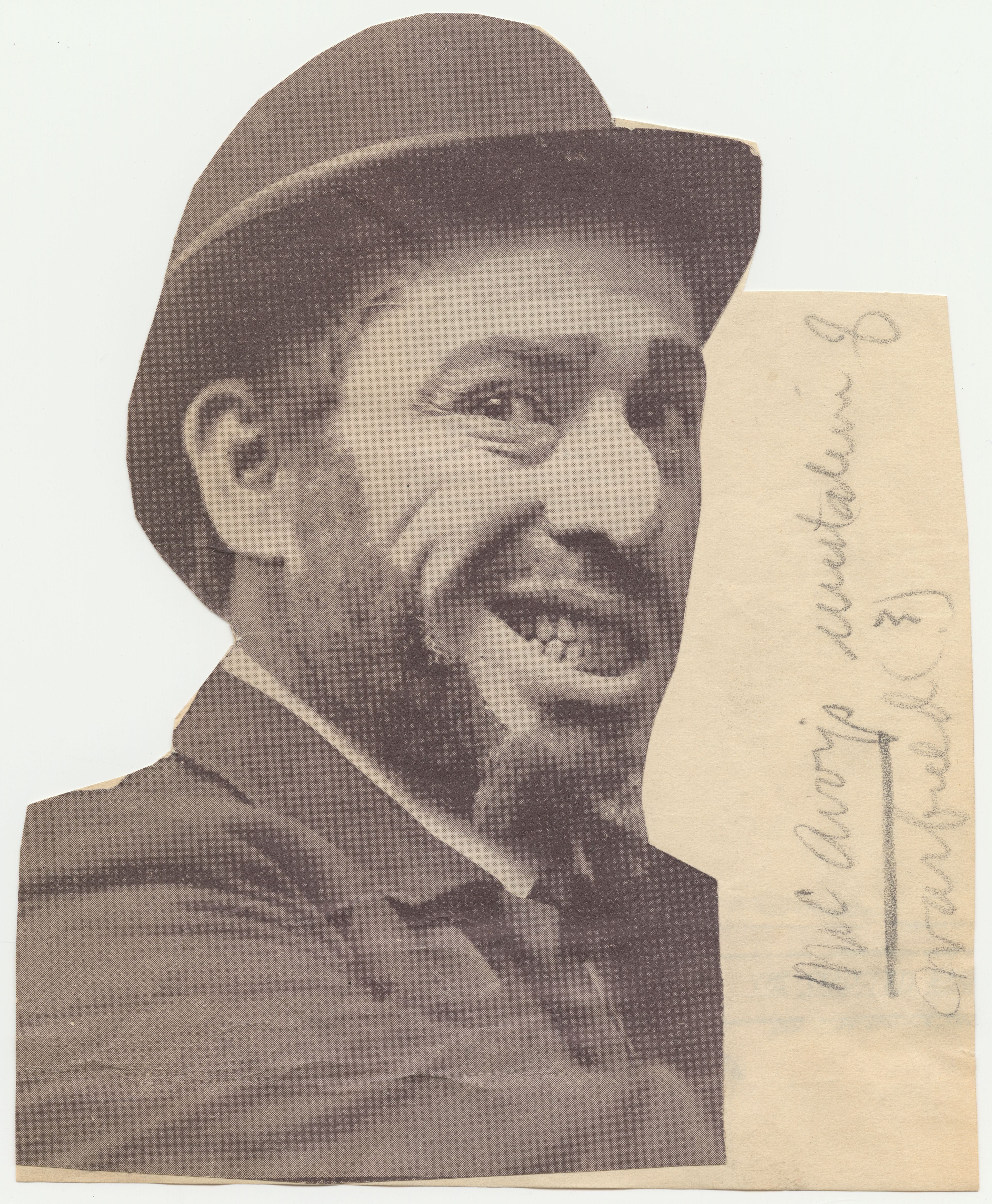
Dan McAvoy, l'acteur qui jouait M. Blue Beard.
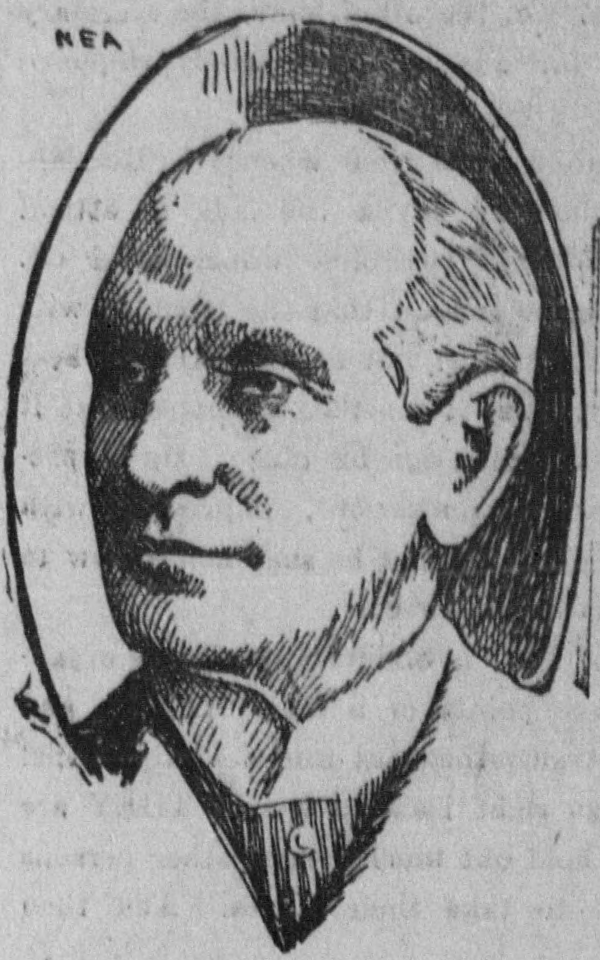
Le directeur du théâtre Will Davis a été arrêté en janvier 1904 et accusé de négligence criminelle, mais a été acquitté.
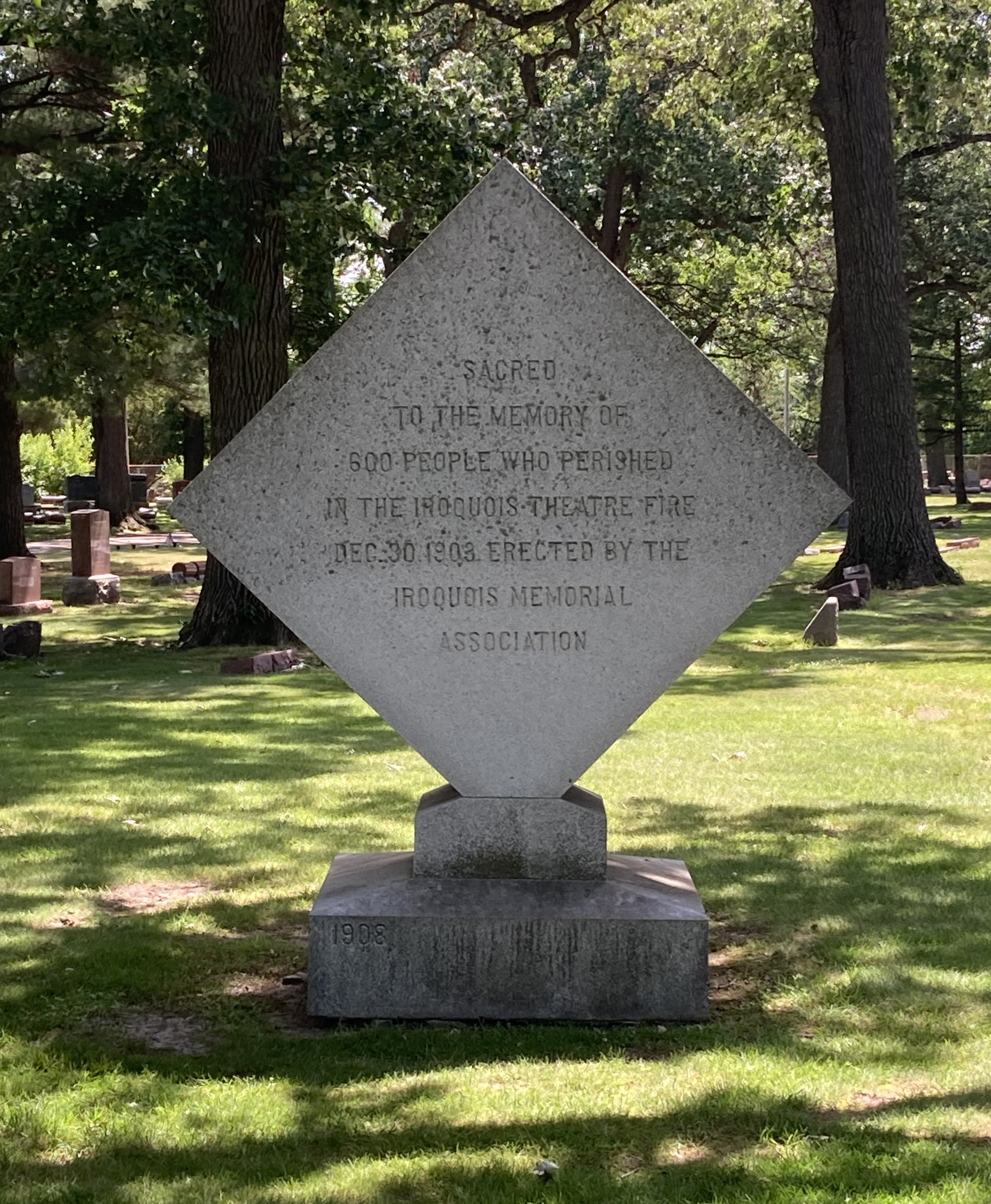
Mémorial au cimetière de Montrose.